# Amorfa. Dvojbarevná fuga
Amorfa. Dvojbarevná fuga (francouzsky Amorpha. Fugue à deux couleurs) je obraz česko-francouzského malíře Františka Kupky. Znázorňuje červené a modré obrazce ohraničené elipsovitými čarami na černém a bílém pozadí; Kupka prý k tvarům na obraze dospěl, když sledoval svou nevlastní dceru Andrée, jak si hraje s míčem, a obraz tak ztvárňuje pohyb obsažený v této hře.
Jedná se o jeden z prvních abstraktních obrazů vůbec, a tedy průkopnickou práci abstraktního umění. Olejomalba na plátně o rozměrech 211 x 220 cm byla poprvé vystavena na pařížském Podzimním salonu v roce 1912. Dnes ji vlastní Národní galerie v Praze (inventární číslo O 5942) a vystavena je ve Veletržním paláci.